# Хаккани, Сираджуддин
Сираджуддин Хаккани (пушту سراج الدين حقاني‎; род. декабрь 1979), псевдоним Сирадж — полевой командир афганских талибов, сын Джалалуддина Хаккани. В настоящее время возглавляет «Сеть Хаккани» — наиболее радикальное крыло движения «Талибан». Организатор целого ряда диверсионных и террористических атак, среди которых атака на гостиницу «Серена» в Кабуле. Госдепом США объявлен особо опасным международным террористом.

## Биография
Родился в декабре 1979 года — точной информации о месте рождения на данный момент нет. Детство провел в городе Мираншах — столице Северного Вазиристана. Посещал медресе «Дарул Улум Хаккания», также известное как «университет джихада».
В марте 2010 года появилась информации, что Хаккани стал назван одним из лидеров объединения «Шура-е-Кветта».
Заместитель Хаккани, — Сангин Задран, — был убит в результате удара американского беспилотника 5 сентября 2013 года.
В августе 2015 года Хаккани был назначен заместителем недавно назначенного главы талибов — Ахтара Мохаммеда Мансура, — что укрепило союз между кланом Хаккани и талибами.

## Личная жизнь
Младший брат — Мохаммад, — также состоял в группировке, погиб в результате атаки беспилотника 18 февраля 2010 года.